# James Ferguson (Astronom, 1797)

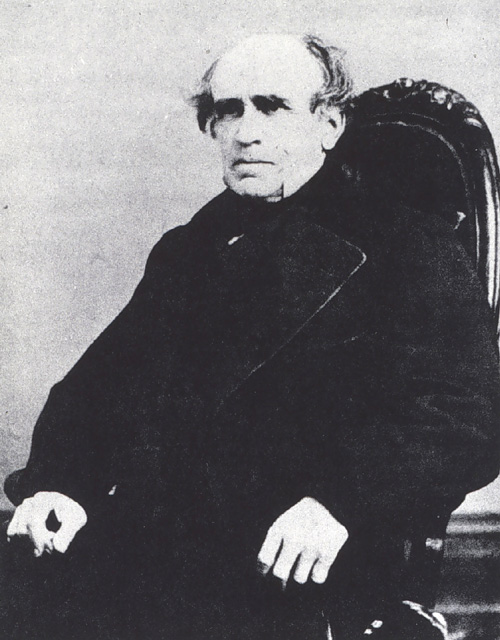
James Ferguson

James Ferguson (* 31. August 1797 in Perthshire, Schottland; † 26. September 1867 in Washington, D.C.) war ein US-amerikanischer Ingenieur und Astronom.
James Ferguson, der seit 1800 in den Vereinigten Staaten lebte, arbeitete zunächst als Ingenieur, unter anderem beim Bau des Erie-Kanals.
Von 1847 an arbeitete er als Astronom am Naval-Observatorium in Washington, D.C. Er entdeckte drei Asteroiden (siehe Liste der Asteroiden), darunter Euphrosyne, der erste Asteroid, der von Nordamerika aus entdeckt wurde. Zu seinem Gedenken wurde der 1941 entdeckte Asteroid (1745) Ferguson benannt.